# Bayern
Bayern, officielt Fristaten Bayern (tysk: Freistaat Bayern), er en af de 16 delstater i Forbundsrepublikken Tyskland. Den er den sydligste af Tysklands delstater. 
Bayern dækker et landområde på 70.550 km² og dermed den arealmæssigt største af Tysklands delstater. Den har 13.248.928 indbyggere (31.12.2024) (13.038.724(2022) ) og er dermed den delstat med det næsthøjeste indbyggertal efter Nordrhein-Westfalen. Hovedstaden er München.
Bayern grænser mod Østrig, Bøhmen (Tjekkiet), Baden-Württemberg, Hessen, Thüringen og Sachsen. Floderne Donau og Main flyder gennem delstaten. Vigtige byer foruden hovedstaden er Nürnberg, Augsburg, Würzburg, Ingolstadt, Regensburg, Fürth og Erlangen.
Bayern er en parlamentarisk republik, hvor grundlaget for det politiske liv er fastlagt af Bayerns forfatning. Den lovgivende magt udøves af Bayerns landdag, der vælges ved delstatsvalg, og den udøvende magt udøves af Bayerns delstatsregering, der ledes af Bayerns ministerpræsident (delstatspræsident) som regeringsleder.

## Historie

### Stammehertugdømmet Bayern
Fra 551 til 1180 var Bayern et af de stammehertugdømmer, som Det Østfrankiske Rige var opdelt i. Man skelner mellem det ældre og det yngre bayerske stammehertugdømme.
I det ældre stammehertugdømme tilhørte hertugerne slægten Agilolfingerne. Den første kendte hertug var Garibald 1., der fik hertugtitlen i 548, men som sandsynligvis først tiltrådte regeringen i 555. Det ældre stammehertugdømme ophørte med at eksistere i 788, hvor Tassilo 3. fik frakendt stillingen som hertug af den frankiske konge Karl den Store. Fra dette år styrede Karl den Stores embedsmænd Bayern. I 794 gav Tassilo 3. afkald på sin arveret til Bayern.
Det yngre bayerske stammehertugdømme regnes fra 825, hvor Ludvig den Tyske kaldte sig konge af Bayern. I den følgende tid blev de bayerske stammehertugers magtområde udvidet mod øst, sydøst og syd, så nutidens Østrig, dele af Slovenien og dele af Nordøst-Italien kom under bayersk kontrol. I 1180 mistede hertug Henrik Løve dog sine len, Sachsen og Bayern, og Stammehertugdømmet Bayern ophørte med at eksistere.

### Hertugdømmet Bayern
Fyrstehuset Wittelsbach regerede Bayern fra 1180 til 1918. I lange perioder var det opdelt i mindre delhertugdømmer. Fra 1623 havde de titel af kurfyrste.

### Kongeriget Bayern
Bayern blev kongerige i 1806, og i 1815 blev Rhein-Pfalz en del af riget. Ludwig II af Bayern var konge 1864-86. Kongeriget Bayern eksisterede indtil opløsningen af monarkierne i Tyskland ved Novemberrevolutionen i 1918.

### Fristaten Bayern
Ved republikkens indførelse i 1918 blev Bayern til Fristaten Bayern, der var en delstat i Det Tyske Rige under Weimarrepublikken (1918–1933), en periode i mellemkrigstiden, hvor Tyskland havde en svag demokratisk forfatning og var organiseret som en forbundsstat. Fristatens selvstyre ophørte de facto med at eksistere i 1933 ved nationalsocialismens magtovertagelse, men den eksisterede formelt indtil slutningen af 2. verdenskrig i 1945. Efter Anden Verdenskrig fik Fristaten Bayern en ny forfatning, og blev i 1949 en af delstaterne i Forbundsrepublikken Tyskland. 

## Flag
Bayerns flag blev indført i 1953, men hvidt og blåt har været Bayerns farver siden 1330.

## Største byer
| By               | Indbyggere pr. 31. december 2000 | Indbyggere pr. 30. juni 2005 |
| ---------------- | -------------------------------- | ---------------------------- |
| München          | 1.210.223                        | 1.254.300                    |
| Nürnberg         | 488.400                          | 497.254                      |
| Augsburg         | 254.982                          | 262.140                      |
| Würzburg         | 127.966                          | 133.188                      |
| Regensburg       | 125.676                          | 129.175                      |
| Ingolstadt       | 115.722                          | 120.575                      |
| Fürth            | 110.477                          | 113.076                      |
| Erlangen         | 100.778                          | 102.745                      |
| Bayreuth         | 74.153                           | 74.137                       |
| Bamberg          | 69.036                           | 69.934                       |
| Aschaffenburg    | 67.592                           | 68.798                       |
| Kempten (Allgäu) | 61.389                           | 61.507                       |
| Landshut         | 58.746                           | 60.825                       |
| Rosenheim        | 58.908                           | 60.049                       |
| Schweinfurt      | 54.325                           | 54.351                       |
| Neu-Ulm          | 50.188                           | 51.461                       |
| Passau           | 50.536                           | 50.506                       |
| Hof              | 50.741                           | 48.982                       |

På nær Neu-Ulm er alle byerne kreisfrie.

## Politik
Bayern har et eget parlament, Landdagen, der vælges ved delstatsvalget. Tidligere var der også et senat, men efter en folkeafstemning i 1998 blev senatet afskaffet i december 1999. Lederen af regeringen er ministerpræsidenten.

## Administrativ opdeling
Bayern er inddelt i syv Regierungsbezirke:
1. Unterfranken (Würzburg)
2. Oberfranken (Bayreuth)
3. Mittelfranken (Ansbach)
4. Schwaben (Augsburg)
5. Oberpfalz (Regensburg)
6. Oberbayern (München)
7. Niederbayern (Landshut).

### Landkreise og kreisfrie byer
De syv Regierungsbezirke er delt op i 71 Landkreise og 25 Kreisfrie byer og 2.056 kommuner.
| De 71 Landkreise i Bayern: | | |
| 1. Aichach-Friedberg (AIC) 2. Altötting (AÖ) 3. Amberg-Sulzbach (AS) 4. Ansbach (AN) 5. Aschaffenburg (AB) 6. Augsburg (A) 7. Bad Kissingen (KG) 8. Bad Tölz-Wolfratshausen (TÖL) 9. Bamberg (BA) 10. Bayreuth (BT) 11. Berchtesgadener Land (BGL) 12. Cham (CHA) 13. Coburg (CO) 14. Dachau (DAH) 15. Deggendorf (DEG) 16. Dillingen an der Donau (DLG) 17. Dingolfing-Landau (DGF) 18. Donau-Ries (DON) 19. Ebersberg (EBE) 20. Eichstätt (EI) 21. Erding (ED) 22. Erlangen-Höchstadt (ERH) 23. Forchheim (FO) 24. Freising (FS) | 1. Freyung-Grafenau (FRG) 2. Fürstenfeldbruck (FFB) 3. Fürth (FÜ) 4. Garmisch-Partenkirchen (GAP) 5. Günzburg (GZ) 6. Haßberge (HAS) 7. Hof (HO) 8. Kelheim (KEH) 9. Kitzingen (KT) 10. Kronach (KC) 11. Kulmbach (KU) 12. Landsberg am Lech (LL) 13. Landshut (LA) 14. Lichtenfels (LIF) 15. Lindau (Bodensee) (LI) 16. Main-Spessart (MSP) 17. Miesbach (MB) 18. Miltenberg (MIL) 19. Mühldorf am Inn (MÜ) 20. München (M) 21. Neuburg-Schrobenhausen (ND) 22. Neumarkt in der Oberpfalz (NM) 23. Neustadt an der Aisch-Bad Windsheim (NEA) 24. Neustadt an der Waldnaab (NEW) | 1. Neu-Ulm (NU) 2. Nürnberger Land (LAU) 3. Oberallgäu (OA) 4. Ostallgäu (OAL) 5. Passau (PA) 6. Pfaffenhofen an der Ilm (PAF) 7. Regen (REG) 8. Regensburg (R) 9. Rhön-Grabfeld (NES) 10. Rosenheim (RO) 11. Roth (RH) 12. Rottal-Inn (PAN) 13. Schwandorf (SAD) 14. Schweinfurt (SW) 15. Starnberg (STA) 16. Straubing-Bogen (SR) 17. Tirschenreuth (TIR) 18. Traunstein (TS) 19. Unterallgäu (MN) 20. Weilheim-Schongau (WM) 21. Weißenburg-Gunzenhausen (WUG) 22. Wunsiedel im Fichtelgebirge (WUN) 23. Würzburg (WÜ) |

| Die 25 kreisfreien Städte in Bayern: | | |
| 1. Amberg (AM) 2. Ansbach (AN) 3. Aschaffenburg (AB) 4. Augsburg (A) 5. Bamberg (BA) 6. Bayreuth (BT) 7. Coburg (CO) 8. Erlangen (ER) 9. Fürth (FÜ) | 1. Hof (HO) 2. Ingolstadt (IN) 3. Kaufbeuren (KF) 4. Kempten (Allgäu) (KE) 5. Landshut (LA) 6. Memmingen (MM) 7. München (M) 8. Nürnberg (N) | 1. Passau (PA) 2. Regensburg (R) 3. Rosenheim (RO) 4. Schwabach (SC) 5. Schweinfurt (SW) 6. Straubing (SR) 7. Weiden in der Oberpfalz (WEN) 8. Würzburg (WÜ) |

## Kultur
Kultur og sprog varierer meget i de forskellige regioner.

## Berømte bayrere
Blandt berømte bayrere er malere som Hans Holbein den Ældre, Lukas Cranach og Franz Marc, musikere og komponister som Franz Liszt,
Richard Wagner og Richard Strauss, dramatikere som Bertolt Brecht, videnskabsmænd som Wilhelm Conrad Röntgen, Konrad Lorenz og Alois Alzheimer, og finansmænd som Werner von Siemens og Levi Strauss (Levi's).